# Saison 1984-1985 du Paris Saint-Germain
Maillots
Chronologie
Saison précédente Saison suivante
La saison 1984-1985 du Paris Saint-Germain est la 15e saison de son histoire et la 12e en première division.

## Compétitions

### Championnat
La saison 1984-1985 de Division 1 est la quarante-septième édition du Championnat de France de football. La division oppose vingt clubs en une série de trente-huit rencontres. Les meilleurs de ce championnat se qualifient pour les coupes d'Europe que sont la Coupe des clubs champions européens (le vainqueur), la Coupe UEFA (les trois suivants) et la Coupe des vainqueurs de coupe (le vainqueur de la Coupe de France). Le Paris Saint-Germain participe à cette compétition pour la douzième fois de son histoire et la onzième fois de suite depuis la saison 1974-1975.

#### Classement final
Le Paris Saint-Germain termine treizième avec 13 victoires, 7 matchs nuls et 18 défaites. Une victoire rapportant deux points et un match nul un point, le PSG totalise donc 33 points. Avec 58 buts marqués, le PSG a la quatrième meilleure attaque du championnat mais avec ses 73 buts encaissés, le club parisien est aussi la pire défense.

### Coupe de France
La Coupe de France 1984-1985 est la 68e édition de la Coupe de France, une compétition à élimination directe mettant aux prises tous les clubs de football amateurs et professionnels à travers la France métropolitaine et les DOM-TOM. Elle est organisée par la FFF et ses ligues régionales.
Le PSG accède à la finale de cette compétition pour la troisième fois en quatre saisons, mais contrairement aux succès de 1982 et 1983, Paris chute en finale, battu par l'AS Monaco sur le score d'un but à zéro.

### Coupe de l'UEFA
Avec sa 4e place obtenue en championnat la saison passée, le Paris Saint-Germain participe à l'édition 1984-1985 de la Coupe de l'UEFA et commence son parcours en trente-deuxièmes de finale face au club écossais du Heart of Midlothian. 
Le parcours du club de la capitale se termine au tour suivant, en seizièmes de finale, face au Videoton SC, surprenant futur finaliste de cette édition. Les parisiens perdent 2-4 au match aller au Parc des Princes et chutent de nouveau au match retour (défaite 1-0 en Hongrie).